# Trughabicht
Der Trughabicht (Tachyspiza imitator, Syn.: Accipiter imitator) ist ein Greifvogel, der auf Bougainville und den Salomoninseln Choiseul und Santa Isabel vorkommt.
Der Lebensraum umfasst tropischen oder subtropischen feuchten Tief- und Bergwald, auch Sekundärwald bis 1000 m Höhe.
Der Artzusatz kommt von lateinisch imitari ‚nachmachen‘.

## Merkmale
Dieser Vogel ist 28 bis 33 cm groß, das Männchen wiegt etwa 208, das Weibchen zwischen 200 und 291 g, die Flügelspannweite beträgt 53 bis 63 cm. Dieser mittelgroße Habicht unterscheidet sich in der dunklen Morphe mit seiner schwarz gefiederten Brust leicht vom Elsterhabicht (Tachyspiza albogularis), in der hellen Morphe durch tintenschwarzen Glanz der Oberseite, weniger glänzende Unterseite und schiefergrauen Unterseiten von Flügeln und Schwanz.
Der Schnabel ist auf der Oberseite schwarz, auf der Unterseite stahlblau bis grau mit einer gelben Basis. Die Iris ist braun bis rotbraun, die Wachshaut orange bis gelb, die Beine sind blass orange-gelb.
Jungvögel haben eine braune Oberseite mit blassen Flecken auf dem Scheitel sowie eine zart rotbraun gebänderte Unterseite, Schnabel und Wachshaut sind gelb, die Beine blassgelb.
Die Art ist monotypisch.

## Stimme
Der Ruf wird als lautes hohes, raues, wiederholt im Fluge wiederholtes "reo" beschrieben.

## Lebensweise
Über die Nahrung und das Brutverhalten ist nichts Genaues bekannt.

## Gefährdungssituation
Die Art gilt als gefährdet (Vulnerable) durch Habitatverlust.